# Maria Christina van Bourbon-Sicilië (1806-1878)
Maria Christina van Bourbon (Palermo, 27 april 1806 — Le Havre, 22 augustus 1878), prinses van Beide Siciliën, koningin van Spanje, was een dochter van koning Frans I der Beide Siciliën. Ze was de vierde echtgenote van koning Ferdinand VII van Spanje. Ze was koningin van Spanje (1829-1833) en later regentes (1833-1840) voor haar dochter Isabella.
Prinses Maria Christina werd in 1806 geboren als de tweede dochter en het tweede kind van koning Frans I en koningin Maria Isabella van Beide Siciliën. Haar moeder was een dochter van koning Karel IV van Spanje. Maria Christina had een oudere zus (Louise Carlota) en na haar volgden nog tien broers en zussen, onder wie de latere koning Ferdinand II der Beide Siciliën. Veel van haar broers en zussen trouwden met familieleden, wat niet ongebruikelijk was voor de adel in die tijd; haar zus Louise Carlota was getrouwd met hun oom, haar zus Maria Amelia huwde hun achterneef, haar zus Maria Carolina trouwde met hun neef en haar broer Francisco de Paula trad in het huwelijk met de dochter van hun zus Maria Antonia.

## Huwelijk
Maria Christina trad op haar beurt op 11 december 1829 in het huwelijk met de broer van haar moeder, haar oom, koning Ferdinand VII van Spanje, zoon van de overleden koning Karel IV van Spanje. Ferdinand was eerder getrouwd geweest met prinses Maria Antonia van Bourbon-Sicilië, de zus van Maria Christina’s vader. Na de dood van Maria Antonia was hij getrouwd met Maria Isabella van Portugal en na haar dood met Maria Josepha van Saksen. Uit deze drie huwelijken werd slechts één levend kind geboren, een dochter die echter al stierf toen ze vier maanden oud was. Na de dood van koningin Maria Josepha trouwde Ferdinand voor de vierde maal; weer hoopte hij op een troonopvolger.

## Isabella’s troonsbestijging
Koningin Maria Christina raakte snel zwanger en beviel in oktober 1830 al van een dochter: Isabella (1830-1904). Niet veel later schonk ze Ferdinand weer een dochter: Maria Louisa Fernanda (1832-1897). Enige maanden voor de geboorte van Isabella had Ferdinand de Salische Wet, die vrouwen van de troonopvolging uitsloot, al afgeschaft. Dit leidde tot grote woede van zijn broer Carlos. Hij zag zijn kans op het Spaanse koningschap aan zijn neus voorbijgaan.
Omdat haar echtgenoot ernstig ziek werd, stond Maria Christina enige tijd aan het hoofd van het land. Terwijl Ferdinand doodziek was, liet zijn broer Carlos hem een decreet tekenen dat de Salische Wet weer herstelde. De koning herstelde echter weer en schafte de Salische Wet nogmaals af. Toen hij in 1832 uiteindelijk toch stierf, werd zijn driejarig dochtertje Isabella tot koningin van Spanje uitgeroepen. Maria Christina trad voor haar op als regentes. Don Carlos en zijn aanhangers, de Carlisten, erkenden Isabella’s koningschap echter niet. Carlos’ pogingen om de troon alsnog te bestijgen, resulteerden in de Eerste Carlistenoorlog. Hoewel hij de steun van de Kerk en de conservatieve Spanjaarden genoot, wist Maria Christina haar dochters troon te behouden.

## Tweede huwelijk
Na de dood van Ferdinand trouwde Maria Christina in het geheim met Fernando Muñoz y Sanchez, die later de titel “Hertog van Rianzaro” kreeg. Hij was een oud-sergeant van de koninklijke wacht. Uit hun morganatische huwelijk werden een aantal kinderen geboren:
- Maria Ampara (1834-1864)
- Maria de los Milagros (1835-1903)
- Augustin (1837-1855)
- Fernando (1838-1910)
- Maria Christina (1840-1921)
- Juan (1844-1863)
- Jose (1846-1863)

Toen men achter Maria Christina’s geheime huwelijk kwam, daalde haar populariteit drastisch. Dit in combinatie met de geruchten dat zij haar liberale ministers niet steunde, zorgde ervoor dat het regentschap van haar werd overgenomen door Baldomero Espartero. Hij zei liberaal te zijn, maar regeerde over Spanje als een tiran. Hij werd in 1843 afgezet in een opstand die geleid werd door de generaals Ramón María Narváez en Leopoldo O'Donnell. Toen Isabella dertien jaar was, werd ze meerderjarig verklaard en kreeg ze zelf de regering in handen. Isabella genoot de loyaliteit van het leger en wist op die manier haar oom en zijn aanhangers definitief te verslaan.

## Verbanning
Nadat haar het regentschap was afgenomen, werd Maria Christina uit Spanje verbannen. Na een mislukte poging weer aan de macht te komen, trok ze zich na 1844 permanent terug in Frankrijk. Daar zou ze de rest van haar leven blijven wonen.
In 1868 werd haar dochter Isabella door een revolutie gedwongen Spanje in ballingschap te verlaten. Zij week ook uit naar Frankrijk en stond de troon af aan haar zoon, Alfons XII. Zijn aanhangers maakten Maria Christina en Isabella duidelijk dat beiden geen rol in de Spaanse politiek meer zouden spelen. In 1874, tijdens de regering van Alfons, kregen moeder en dochter toestemming naar Spanje terug te keren, al werd hen geen toestemming gegeven invloed op de Spaanse regering uit te oefenen.
Door haar geheime huwelijk had Maria Christina een wig gedreven tussen haar en haar nakomelingen. Zowel Isabella als Alfons waren niet geïnteresseerd in een band met haar. Toch werd ze na haar overlijden op 22 augustus 1878 in Le Havre, Frankrijk, als enige van de vier echtgenotes van koning Ferdinand VII begraven in de koninklijke crypte van het El Escorial-klooster.
Zij was Dame in de Maria-Luisa-Orde van Spanje.

## Kwartierstaat
| Frans I Stefan van Lotharingen (1708–1765)       | Frans I Stefan van Lotharingen (1708–1765)       | Frans I Stefan van Lotharingen (1708–1765)       | Frans I Stefan van Lotharingen (1708–1765)       | Frans I Stefan van Lotharingen (1708–1765)       | Frans I Stefan van Lotharingen (1708–1765)       |                                           |                                           | Maria Theresia van Oostenrijk (1717-1780)       | Maria Theresia van Oostenrijk (1717-1780)       | Maria Theresia van Oostenrijk (1717-1780)       | Maria Theresia van Oostenrijk (1717-1780)       | Maria Theresia van Oostenrijk (1717-1780)       | Maria Theresia van Oostenrijk (1717-1780)       |                                        |                                        | Karel III van Spanje (1716-1788)            | Karel III van Spanje (1716-1788)            | Karel III van Spanje (1716-1788)            | Karel III van Spanje (1716-1788)            | Karel III van Spanje (1716-1788)            | Karel III van Spanje (1716-1788)            |  |  | Maria Amalia van Saksen (1724-1760)            | Maria Amalia van Saksen (1724-1760)            | Maria Amalia van Saksen (1724-1760)            | Maria Amalia van Saksen (1724-1760)            | Maria Amalia van Saksen (1724-1760)            | Maria Amalia van Saksen (1724-1760)            |                                 |                                 | Filips van Parma (1720-1765)                  | Filips van Parma (1720-1765)                  | Filips van Parma (1720-1765)                  | Filips van Parma (1720-1765)                  | Filips van Parma (1720-1765)                  | Filips van Parma (1720-1765)                  |                                    |                                    | Louise Elisabeth van Frankrijk (1727-1759) | Louise Elisabeth van Frankrijk (1727-1759) | Louise Elisabeth van Frankrijk (1727-1759) | Louise Elisabeth van Frankrijk (1727-1759) | Louise Elisabeth van Frankrijk (1727-1759) | Louise Elisabeth van Frankrijk (1727-1759) |  |  |                      |                      |                      |                      |                      |                      |
| Frans I Stefan van Lotharingen (1708–1765)       | Frans I Stefan van Lotharingen (1708–1765)       | Frans I Stefan van Lotharingen (1708–1765)       | Frans I Stefan van Lotharingen (1708–1765)       | Frans I Stefan van Lotharingen (1708–1765)       | Frans I Stefan van Lotharingen (1708–1765)       |                                           |                                           | Maria Theresia van Oostenrijk (1717-1780)       | Maria Theresia van Oostenrijk (1717-1780)       | Maria Theresia van Oostenrijk (1717-1780)       | Maria Theresia van Oostenrijk (1717-1780)       | Maria Theresia van Oostenrijk (1717-1780)       | Maria Theresia van Oostenrijk (1717-1780)       |                                        |                                        | Karel III van Spanje (1716-1788)            | Karel III van Spanje (1716-1788)            | Karel III van Spanje (1716-1788)            | Karel III van Spanje (1716-1788)            | Karel III van Spanje (1716-1788)            | Karel III van Spanje (1716-1788)            |  |  | Maria Amalia van Saksen (1724-1760)            | Maria Amalia van Saksen (1724-1760)            | Maria Amalia van Saksen (1724-1760)            | Maria Amalia van Saksen (1724-1760)            | Maria Amalia van Saksen (1724-1760)            | Maria Amalia van Saksen (1724-1760)            |                                 |                                 | Filips van Parma (1720-1765)                  | Filips van Parma (1720-1765)                  | Filips van Parma (1720-1765)                  | Filips van Parma (1720-1765)                  | Filips van Parma (1720-1765)                  | Filips van Parma (1720-1765)                  |                                    |                                    | Louise Elisabeth van Frankrijk (1727-1759) | Louise Elisabeth van Frankrijk (1727-1759) | Louise Elisabeth van Frankrijk (1727-1759) | Louise Elisabeth van Frankrijk (1727-1759) | Louise Elisabeth van Frankrijk (1727-1759) | Louise Elisabeth van Frankrijk (1727-1759) |  |  |                      |                      |                      |                      |                      |                      |
|                                                  |                                                  |                                                  |                                                  |                                                  |                                                  |                                           |                                           |                                                 |                                                 |                                                 |                                                 |                                                 |                                                 |                                        |                                        |                                             |                                             |                                             |                                             |                                             |                                             |  |  |                                                |                                                |                                                |                                                |                                                |                                                |                                 |                                 |                                               |                                               |                                               |                                               |                                               |                                               |                                    |                                    |                                            |                                            |                                            |                                            |                                            |                                            |  |  |                      |                      |                      |                      |                      |                      |
|                                                  |                                                  |                                                  |                                                  |                                                  |                                                  |                                           |                                           |                                                 |                                                 |                                                 |                                                 |                                                 |                                                 |                                        |                                        |                                             |                                             |                                             |                                             |                                             |                                             |  |  |                                                |                                                |                                                |                                                |                                                |                                                |                                 |                                 |                                               |                                               |                                               |                                               |                                               |                                               |                                    |                                    |                                            |                                            |                                            |                                            |                                            |                                            |  |  |                      |                      |                      |                      |                      |                      |
|                                                  |                                                  |                                                  |                                                  | Maria Carolina van Oostenrijk (1752-1814)        | Maria Carolina van Oostenrijk (1752-1814)        | Maria Carolina van Oostenrijk (1752-1814) | Maria Carolina van Oostenrijk (1752-1814) | Maria Carolina van Oostenrijk (1752-1814)       | Maria Carolina van Oostenrijk (1752-1814)       |                                                 |                                                 |                                                 |                                                 |                                        |                                        | Ferdinand I der Beide Siciliën (1751-1825)  | Ferdinand I der Beide Siciliën (1751-1825)  | Ferdinand I der Beide Siciliën (1751-1825)  | Ferdinand I der Beide Siciliën (1751-1825)  | Ferdinand I der Beide Siciliën (1751-1825)  | Ferdinand I der Beide Siciliën (1751-1825)  |  |  |                                                |                                                | Karel IV van Spanje (1748-1819)                | Karel IV van Spanje (1748-1819)                | Karel IV van Spanje (1748-1819)                | Karel IV van Spanje (1748-1819)                | Karel IV van Spanje (1748-1819) | Karel IV van Spanje (1748-1819) |                                               |                                               |                                               |                                               |                                               |                                               | Maria Louisa van Parma (1751-1819) | Maria Louisa van Parma (1751-1819) | Maria Louisa van Parma (1751-1819)         | Maria Louisa van Parma (1751-1819)         | Maria Louisa van Parma (1751-1819)         | Maria Louisa van Parma (1751-1819)         |                                            |                                            |  |  |                      |                      |                      |                      |                      |                      |
|                                                  |                                                  |                                                  |                                                  | Maria Carolina van Oostenrijk (1752-1814)        | Maria Carolina van Oostenrijk (1752-1814)        | Maria Carolina van Oostenrijk (1752-1814) | Maria Carolina van Oostenrijk (1752-1814) | Maria Carolina van Oostenrijk (1752-1814)       | Maria Carolina van Oostenrijk (1752-1814)       |                                                 |                                                 |                                                 |                                                 |                                        |                                        | Ferdinand I der Beide Siciliën (1751-1825)  | Ferdinand I der Beide Siciliën (1751-1825)  | Ferdinand I der Beide Siciliën (1751-1825)  | Ferdinand I der Beide Siciliën (1751-1825)  | Ferdinand I der Beide Siciliën (1751-1825)  | Ferdinand I der Beide Siciliën (1751-1825)  |  |  |                                                |                                                | Karel IV van Spanje (1748-1819)                | Karel IV van Spanje (1748-1819)                | Karel IV van Spanje (1748-1819)                | Karel IV van Spanje (1748-1819)                | Karel IV van Spanje (1748-1819) | Karel IV van Spanje (1748-1819) |                                               |                                               |                                               |                                               |                                               |                                               | Maria Louisa van Parma (1751-1819) | Maria Louisa van Parma (1751-1819) | Maria Louisa van Parma (1751-1819)         | Maria Louisa van Parma (1751-1819)         | Maria Louisa van Parma (1751-1819)         | Maria Louisa van Parma (1751-1819)         |                                            |                                            |  |  |                      |                      |                      |                      |                      |                      |
|                                                  |                                                  |                                                  |                                                  |                                                  |                                                  |                                           |                                           |                                                 |                                                 | Frans I der Beide Siciliën (1777-1830)          | Frans I der Beide Siciliën (1777-1830)          | Frans I der Beide Siciliën (1777-1830)          | Frans I der Beide Siciliën (1777-1830)          | Frans I der Beide Siciliën (1777-1830) | Frans I der Beide Siciliën (1777-1830) |                                             |                                             |                                             |                                             |                                             |                                             |  |  |                                                |                                                |                                                |                                                |                                                |                                                |                                 |                                 | Maria Isabella van Bourbon (1789-1848)        | Maria Isabella van Bourbon (1789-1848)        | Maria Isabella van Bourbon (1789-1848)        | Maria Isabella van Bourbon (1789-1848)        | Maria Isabella van Bourbon (1789-1848)        | Maria Isabella van Bourbon (1789-1848)        |                                    |                                    |                                            |                                            |                                            |                                            |                                            |                                            |  |  |                      |                      |                      |                      |                      |                      |
|                                                  |                                                  |                                                  |                                                  |                                                  |                                                  |                                           |                                           |                                                 |                                                 | Frans I der Beide Siciliën (1777-1830)          | Frans I der Beide Siciliën (1777-1830)          | Frans I der Beide Siciliën (1777-1830)          | Frans I der Beide Siciliën (1777-1830)          | Frans I der Beide Siciliën (1777-1830) | Frans I der Beide Siciliën (1777-1830) |                                             |                                             |                                             |                                             |                                             |                                             |  |  |                                                |                                                |                                                |                                                |                                                |                                                |                                 |                                 | Maria Isabella van Bourbon (1789-1848)        | Maria Isabella van Bourbon (1789-1848)        | Maria Isabella van Bourbon (1789-1848)        | Maria Isabella van Bourbon (1789-1848)        | Maria Isabella van Bourbon (1789-1848)        | Maria Isabella van Bourbon (1789-1848)        |                                    |                                    |                                            |                                            |                                            |                                            |                                            |                                            |  |  |                      |                      |                      |                      |                      |                      |
|                                                  |                                                  |                                                  |                                                  |                                                  |                                                  |                                           |                                           |                                                 |                                                 |                                                 |                                                 |                                                 |                                                 |                                        |                                        |                                             |                                             |                                             |                                             |                                             |                                             |  |  |                                                |                                                |                                                |                                                |                                                |                                                |                                 |                                 |                                               |                                               |                                               |                                               |                                               |                                               |                                    |                                    |                                            |                                            |                                            |                                            |                                            |                                            |  |  |                      |                      |                      |                      |                      |                      |
|                                                  |                                                  |                                                  |                                                  |                                                  |                                                  |                                           |                                           |                                                 |                                                 |                                                 |                                                 |                                                 |                                                 |                                        |                                        |                                             |                                             |                                             |                                             |                                             |                                             |  |  |                                                |                                                |                                                |                                                |                                                |                                                |                                 |                                 |                                               |                                               |                                               |                                               |                                               |                                               |                                    |                                    |                                            |                                            |                                            |                                            |                                            |                                            |  |  |                      |                      |                      |                      |                      |                      |
| Louise Charlotte van Bourbon-Sicilië (1804-1844) | Louise Charlotte van Bourbon-Sicilië (1804-1844) | Louise Charlotte van Bourbon-Sicilië (1804-1844) | Louise Charlotte van Bourbon-Sicilië (1804-1844) | Louise Charlotte van Bourbon-Sicilië (1804-1844) | Louise Charlotte van Bourbon-Sicilië (1804-1844) |                                           |                                           | Maria Christina van Bourbon-Sicilië (1806-1878) | Maria Christina van Bourbon-Sicilië (1806-1878) | Maria Christina van Bourbon-Sicilië (1806-1878) | Maria Christina van Bourbon-Sicilië (1806-1878) | Maria Christina van Bourbon-Sicilië (1806-1878) | Maria Christina van Bourbon-Sicilië (1806-1878) |                                        |                                        | Ferdinand II der Beide Siciliën (1810-1859) | Ferdinand II der Beide Siciliën (1810-1859) | Ferdinand II der Beide Siciliën (1810-1859) | Ferdinand II der Beide Siciliën (1810-1859) | Ferdinand II der Beide Siciliën (1810-1859) | Ferdinand II der Beide Siciliën (1810-1859) |  |  | Leopold van Bourbon-Beide Siciliën (1814-1860) | Leopold van Bourbon-Beide Siciliën (1814-1860) | Leopold van Bourbon-Beide Siciliën (1814-1860) | Leopold van Bourbon-Beide Siciliën (1814-1860) | Leopold van Bourbon-Beide Siciliën (1814-1860) | Leopold van Bourbon-Beide Siciliën (1814-1860) |                                 |                                 | Maria Antonia van Bourbon-Sicilië (1814-1898) | Maria Antonia van Bourbon-Sicilië (1814-1898) | Maria Antonia van Bourbon-Sicilië (1814-1898) | Maria Antonia van Bourbon-Sicilië (1814-1898) | Maria Antonia van Bourbon-Sicilië (1814-1898) | Maria Antonia van Bourbon-Sicilië (1814-1898) |                                    |                                    | Theresia van Bourbon-Sicilië (1822-1889)   | Theresia van Bourbon-Sicilië (1822-1889)   | Theresia van Bourbon-Sicilië (1822-1889)   | Theresia van Bourbon-Sicilië (1822-1889)   | Theresia van Bourbon-Sicilië (1822-1889)   | Theresia van Bourbon-Sicilië (1822-1889)   |  |  | 4 broers en 2 zussen | 4 broers en 2 zussen | 4 broers en 2 zussen | 4 broers en 2 zussen | 4 broers en 2 zussen | 4 broers en 2 zussen |